# Steklowata
Steklowata (russ. Стекловата, steklowata, 'Glasfaser', 'Glaswolle') ist eine russische Boygroup, die 1999 in Orenburg gegründet wurde.
Gründer und Produzent der Band war der russische Komponist Sergei Kusnezow, der 1999 den damals dreizehnjährigen Denis Belikin entdeckte. Kurz danach schloss sich Artur Jeremejew an, der 2003 wieder aus der Gruppe ausschied. Außerdem gehören zur Band Alexander Guljajew (Keyboard) und Sergei Djadjun (Schlagzeug) sowie der Toningenieur Oleg Andrejew.

## Diskografie
Alben
- 2001: Льдинкой по стеклу (Eiszapfen am Fenster)
- 2002: Осторожно–хрупкое (Vorsicht, brüchig)
- 2005: Спецшкола (Sonderschule)